# キクスイカミキリ
キクスイカミキリ（菊吸天牛、Phytoecia rufiventris ）はコウチュウ目カミキリムシ科の昆虫の一種。ロシア、モンゴル、中国、朝鮮半島、ベトナムなどユーラシア大陸東部と周辺の日本、台湾に分布。
5月から8月が繁殖期でヨモギなどキク科の植物に産卵する。9月から翌年4月ごろまでは幼虫で越冬し、4月から7月に羽化して繁殖活動に入る。
成虫は体長10㎜ほどで黒色であるが前胸部に赤色の斑点がある。産卵する際に茎の維管束が切断されるために枯れてしまう。

## 亜種
- Phytoecia rufiventris var. partenigrescens Breuning, 1947
- Phytoecia rufiventris var. atrimembris Pic, 1915
- Phytoecia rufiventris var. tristigma Pic, 1897
- Phytoecia rufiventris var. tonkinea Pic, 1902